# Mauritaanse presidentsverkiezingen (1961)

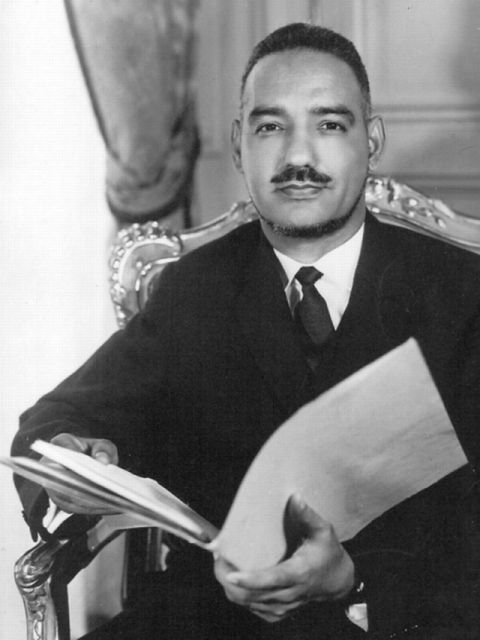
Mauritaanse presidentsverkiezingen
20 augustus 1961
Winnaar: Moktar Ould Daddah — PRM
Stemmen: 370.970
100%

De Mauritaanse presidentsverkiezingen van 1961 vonden op 20 augustus plaats. Het waren de eerste presidentsverkiezingen sinds het land in november 1960 haar onafhankelijkheid verkreeg. De enige kandidaat voor het presidentschap, Moktar Ould Daddah, kreeg 100% van de stemmen.
| Kandidaat                       | Kandidaat                       | Partij                            | Stemmen | %      |
| ------------------------------- | ------------------------------- | --------------------------------- | ------- | ------ |
|                                 | Moktar Ould Daddah              | Parti de regroupement mauritanien | 370.970 | 100,00 |
| Totaal                          | Totaal                          | Totaal                            | 370.970 | 100,00 |
|                                 |                                 |                                   |         |        |
| Geldige stemmen                 | Geldige stemmen                 | Geldige stemmen                   | 370.970 | 99,77  |
| Ongeldige stemmen/ Blanco       | Ongeldige stemmen/ Blanco       | Ongeldige stemmen/ Blanco         | 838     | 0,23   |
| Totaal aantal stemmen           | Totaal aantal stemmen           | Totaal aantal stemmen             | 371.808 | 100,00 |
| Geregistreerde kiezers/ Opkomst | Geregistreerde kiezers/ Opkomst | Geregistreerde kiezers/ Opkomst   | 397.588 | 93,52  |
| Bron: AED, Nohlen et al.        |                                 |                                   |         |        |